# Hollies Sing Dylan
Hollies Sing Dylan è un album in studio del gruppo musicale britannico The Hollies, pubblicato nel 1969.

## Il disco
Si tratta di un album tributo dedicato a Bob Dylan. 
Negli Stati Uniti il disco è stato pubblicato con il titolo Words and Music by Bob Dylan con una differente copertina. 
Si tratta del primo disco con Terry Sylvester in formazione, entrato in sostituzione di Graham Nash.

## Tracce
Tutte le tracce sono state scritte e composte da Bob Dylan, eccetto This Wheel's on Fire, composta da Dylan e Rick Danko.

Side 1
1. When the Ship Comes In – 2:40
2. I'll Be Your Baby Tonight – 3:24
3. I Want You – 2:09
4. This Wheel's on Fire – 2:52
5. I Shall Be Released – 3:20
6. Blowin' in the Wind – 4:06

Side 2
1. Quit Your Low Down Ways – 2:40
2. Just Like a Woman – 3:57
3. The Times They Are a-Changin' – 3:15
4. All I Really Want to Do – 2:19
5. My Back Pages – 2:55
6. Mighty Quinn – 2:24

## Formazione
- Allan Clarke – voce, armonica
- Tony Hicks – chitarra, voce, banjo
- Terry Sylvester – chitarra, voce
- Bobby Elliott – batteria, percussioni
- Bernard Calvert – basso, piano, organo, tastiera